# Dinámica del viento
Dinámica del viento es un dibujo hecho por Emilio Petorutti en 1915. Pertenece a la serie de dibujos abstractos al carboncillo que el artista elaboró en Europa entre 1914 y 1916, como, por ejemplo, Force centripete, Espansione dinamica y Movimiento nello spazio. Estas obras abstractas están relacionadas con las búsquedas de los futuristas (artistas con los que vinculó en Florencia) pues estudian el  problema de la dinámica espacial. 
Para comprender esta obra es necesario saber que Pettoruti llegó al lenguaje abstracto a través de dos caminos diferentes. Por un lado, según Marcelo Pacheco, trabajando “directamente la sensación de la dinámica en el espacio abstracto, y no como observación de un objeto en movimiento en el espacio real. Se trata de estudiar la fuerza y la expansión de la energía en un continuo espacio-temporal sin buscar un soporte que la materialice”. Por otro lado, mediante su análisis meticuloso y personal de las obras los maestros renacentistas florentinos y venecianos. El artista argentino analizó las obras italianas subvirtiendo la tradicional práctica de aprendizaje basada en la mera copia y proponiendo una relectura inédita de los principios formales y compositivos subyacentes.
En Dinámica del viento las formas prescinden de lo figurativo. Ellas se interpenetran, se yuxtaponen y se  transparentan en un juego tonal monocromático y lumínico. Parten de diferentes ejes y se dirigen hacia múltiples direcciones, comportándose como haces de luces y sombras inmateriales. Mediante el trazo del lápiz, Pettoruti logra transmitirnos con eficacia la sensación de movimiento en una obra abstracta que reduce la realidad a líneas-fuerza.
Adquirida por el estado argentino a la Galería Witcomb, de Buenos Aires en 1914, pertenece a su Museo Nacional de Bellas Artes desde ese año.